# Jim King (ultra-trail)
Pour les articles homonymes, voir James King et King.
Jim King est un athlète américain né en 1957. Spécialiste de l'ultra-trail, il a remporté la Western States 100-Mile Endurance Run en 1982, 1984 et 1985.

## Résultats
| no  | masculin           | Course             | Longueur | Départ         | Temps            |
| --- | ------------------ | ------------------ | -------- | -------------- | ---------------- |
| 1er | Médaille d'or      | Western States 100 | 100 mi   | 26 juin 1982   | 16 h 17 min 00 s |
| 2e  | Médaille d'argent  | Western States 100 | 100 mi   | 25 juin 1983   | 16 h 08 min 00 s |
| 1er | Médaille d'or      | Western States 100 | 100 mi   | 23 juin 1984   | 14 h 54 min 00 s |
| 1er | Médaille d'or      | Western States 100 | 100 mi   | 6 juillet 1985 | 16 h 02 min 44 s |
| 3e  | Médaille de bronze | Western States 100 | 100 mi   | 28 juin 1986   | 18 h 20 min 29 s |